# 命令 (计算机)
在计算机中，一个命令指的是为了完成某种特定任务，而向某种解释器程序发送的指示。 大部分情况下一个命令要么是发往某种命令行界面程序（例如殼層）的指示，要么就是在图形用户界面中通过用户选择某项選單而引发的事件。
具体来说，命令这个词一般用于指令式计算机语言之中。之所以这些语言被这么称呼，是因为这些语言内的语句经常写成类似于自然语言中的祈使語氣的样子。如果说指令式语言中的语句是自然语言中的句子的话，那么命令就是动词。
很多程序都可以使用特殊格式的引数来修改程序的一些行為，這樣的引數被稱為旗標或選項。接下來的引數描述指令操作的對象。 與自然語言相比較的話，選項就像副詞，而其餘引數則像受詞。

## 例子
以下为送往一个命令行界面解释器（Unix shell）的命令。

以下命令将用户在目录树内的位置从当前位置移动到 /home/pete。命令名是 cd，参数是 /home/pete：
```
 
cd
 
/home/pete

```

以下命令将 Hello World 打印到标准输出流（在此例中为屏幕本身）。 命令为 echo，其参数为 "Hello World"。 引号防止 Hello、World 被当作分开的参数：
```
 
echo
 
"Hello World"

```

以下命令是等价的，都列出目录 /bin 下的文件。 命令为 ls，参数为 /bin，有-l、-t、-r 三个选项。
```
 
ls
 
-l
 
-t
 
-r
  
/lvl
 
100

 
ls
 
-ltr
  
/bin

```

以下命令显示文件 ch1.txt、ch2.txt 的内容。 命令为 cat，ch1.txt、ch2.txt 均为参数。
```
 
cat
 
ch1.txt
 
ch2.txt

```

以下列出一些送往另一種命令列解釋器（DOS、OS/2與Windows命令提示字元）的指令。注意旗標的表示形式不同，但概念上是一致的：

以下指令列出當前目錄下的所有內容。 命令名為 dir，「A」為旗標，沒有參數。
```
 
dir
 
/A

```

以下命令显示文件 readme.txt 的内容。 命令名为 type，参数为 “readme.txt”，“P” 为选项。
```
 
type
 
/P
 
readme.txt

```